# Ben Freha
Ben Freha (em árabe: بن فريحة) é uma comuna localizada na província de Orã, Argélia. De acordo com o censo de 2009, a população total da cidade era de 23 254 habitantes.